# Nick Oliveri
Nick Stephen Oliveri noto come Nick Oliveri (Los Angeles, 21 ottobre 1971) è un musicista e cantante statunitense.
Oltre ad essere cantante suona il basso, la chitarra elettrica e quella acustica. È noto per aver fatto parte dei gruppi Kyuss e Queens of the Stone Age, oltre ad avere fondato i Mondo Generator.

## Biografia
Ha iniziato la propria carriera entrando a far parte del gruppo stoner rock Kyuss nel 1991, in sostituzione di Chris Cockrell, coi quali ha pubblicato due album, Wretch e Blues for the Red Sun. Ha lasciato il gruppo nel 1994, prima della pubblicazione dell'album Welcome to Sky Valley. Successivamente ha collaborato per breve tempo con il gruppo Punk rock Dwarves, sotto lo pseudonimo di Rex Everything. Con loro ha inciso il disco The Dwarves are Young and Good Looking del 1997. Nello stesso anno ha formato i Mondo Generator, gruppo al quale ha cambiato successivamente il nome in Nick Oliveri and the Mondo Generator. Ha inoltre pubblicato nel 2004 un album solista, Demolition Day. Tra le sue collaborazioni in studio e dal vivo si possono ricordare quelle con i Winnebago Deal, con la Mark Lanegan Band, e con i  Masters of Reality. Ha inoltre partecipato alle Desert Sessions.
Nel 1998 è entrato a far parte dei Queens of the Stone Age, con i quali ha inciso gli album Rated R e Songs for the Deaf. Dopo quasi sei anni di permanenza nei QOTSA, viene allontanato dal gruppo da Josh Homme, ufficialmente per i suoi problemi caratteriali.

## Dopo i Queens of the Stone Age
Dopo l'abbandono dei QOTSA, Oliveri ha partecipato in tour con gruppi come Motörhead, Brant Bjork, Winnebago Deal, Masters of Reality, The Dwarves, Mark Lanegan e Turbonegro. Ha anche registrato un album acustico allegato all'edizione limitata dell'ultimo album dei Mondo Generator, Dead Planet (Sonic Slow Motion Trails) pubblicato nel 2006. Con i Mondo Generator ha anche pubblicato gli album Cocaine Rodeo nel 2000, A Drug Problem That Never Existed nel 2003 e III The EP nel 2004.
Nel 2010 ha partecipato anche all'album Slash del chitarrista Slash.

## Curiosità
- È stato arrestato in Brasile nel 2001 a seguito dell'esibizione al Rock in Rio: era sul palco completamente nudo per buona parte del concerto. Si è poi giustificato dicendo di non conoscere le leggi brasiliane, e di averlo già fatto molte altre volte.[2]
- È stato arrestato anche nel 2011 con le accuse di violenza domestica, sequestro di persona e resistenze a pubblico ufficiale. In seguito ad una perquisizione dell’abitazione fu successivamente accusato anche di possesso di cocaina, metanfetamina e di arma da fuoco carica. Ha quindi deciso per il patteggiamento, evitando così il carcere, ma ricevendo comunque tre anni di condanna alla libertà vigilata, 200 ore di servizi sociali e 52 settimane di terapia presso un centro per la gestione della rabbia.[3]

## Discografia
- 1991 - Kyuss - Wretch
- 1992 - Kyuss - Blues for the Red Sun
- 1997 - Dwarves - The Dwarves are Young and Good Looking
- 2000 - Queens of the Stone Age - Rated R
- 2000 - Mondo Generator - Cocaine Rodeo
- 2001 - Masters of Reality - Deep in the Hole
- 2001 - Dwarves - How to Win Friends and Influence People
- 2002 - Queens of the Stone Age - Songs for the Deaf
- 2002 - Masters of Reality - Flack'N'Flight-live in Europe 2001
- 2003 - Mondo Generator - A Drug Problem That Never Existed
- 2004 - Eagles of Death Metal - Peace Love Death Metal
- 2004 - Mark Lanegan Band - Bubblegum
- 2004 - Mondo Generator - III The EP
- 2004 - Nick Oliveri - Demolition Day
- 2006 - Nick Oliveri and the Mondo Generator - Dead Planet (Sonic Slow Motion Trails)
- 2006 - Brats on the Beat, album di cover dei Ramones per bambini
- 2014 - Nick Oliveri's Uncontrollable - Leave Me Alone
- 2022 - Gunash - All You Can Hit.